# Équipe cycliste Ironage-Colner
L'équipe cycliste Ironage-Colner est une ancienne équipe cycliste brésilienne créée en 2013 et ayant le statut d'équipe continentale en 2014 uniquement.

## Classements UCI
L'équipe participe aux circuits continentaux et principalement à des épreuves de l'UCI America Tour. Les tableaux ci-dessous présentent les classements de l'équipe sur les différents circuits, ainsi que son meilleur coureur au classement individuel.

### UCI America Tour
| Saison | Classement par équipes | Meilleur coureur au classement individuel |
| ------ | ---------------------- | ----------------------------------------- |
| 2014   | 18e                    | Cristian Clavero (88e)                    |

## Championnats nationaux
- Championnats d'Argentine sur piste : 1
  - Poursuite par équipes : 2014

## Ironage-Colner en 2014

### Effectif
| Cycliste                | Date de naissance | Nationalité | Équipe 2013                         |
| ----------------------- | ----------------- | ----------- | ----------------------------------- |
| Murilo Affonso          | 19 juin 1991      | Brésil      | Clube DataRo                        |
| Cristian Clavero        | 8 juillet 1982    | Argentine   |                                     |
| João Gaspar             | 19 février 1992   | Brésil      | Iron Age-Colner-Sorocaba-Penks      |
| Daniel Juárez           | 14 mars 1988      | Argentine   |                                     |
| Edson Ponciano          | 13 juin 1991      | Brésil      | Iron Age-Colner-Sorocaba-Penks      |
| José Eriberto Rodrigues | 15 avril 1984     | Brésil      | Iron Age-Colner-Sorocaba-Penks      |
| Jean Silva              | 17 octobre 1985   | Brésil      | Iron Age-Colner-Sorocaba-Penks      |
| Bruno Pereira Silva     | 30 novembre 1988  | Brésil      | Iron Age-Colner-Sorocaba-Penks      |
| Edgardo Simón           | 16 décembre 1974  | Argentine   | Iron Age-Colner-Sorocaba-Penks      |
| Luis Tavares Amorim     | 27 août 1977      | Brésil      | São Lucas Saúde-Giant-UAC           |
| Peterson Tozzi          | 22 mai 1993       | Brésil      | São Lucas-Giant-Bontrager-Americana |
| Walter Trillini         | 25 janvier 1991   | Argentine   |                                     |

### Victoires

#### Sur route
| Date       | Course                                                 | Pays   | Classe | Vainqueur               |
| ---------- | ------------------------------------------------------ | ------ | ------ | ----------------------- |
| 13/02/2014 | 5e étape du Tour du Brésil-Tour de l'État de Sao Paulo | Brésil | 2.2    | João Gaspar             |
| 14/02/2014 | 6e étape du Tour du Brésil-Tour de l'État de Sao Paulo | Brésil | 2.2    | José Eriberto Rodrigues |
| 09/04/2014 | 1re étape du Tour du Rio Grande do Sul                 | Brésil | 2.2    | Cristian Clavero        |
| 28/08/2014 | 3e étape du Tour de Rio                                | Brésil | 2.1    | Cristian Clavero        |
| 29/08/2014 | 4e étape du Tour de Rio                                | Brésil | 2.1    | José Eriberto Rodrigues |

#### Sur piste
| Date       | Course                                           | Pays      | Classe | Vainqueur      |
| ---------- | ------------------------------------------------ | --------- | ------ | -------------- |
| 20/09/2014 | Championnat d'Argentine de poursuite par équipes | Argentine | CN     | Ironage-Colner |